# Liga Profesional de Baloncesto (Panama)
La Liga Profesional de Baloncesto (LPB), conosciuta anche come LPB Panama , è la massima lega professionistica di pallacanestro di Panama. La lega è stata fondata nel 2015 da sei club. I Correcaminos de Colón sono la squadra di maggior successo nella competizione, avendo conquistato cinque titoli.
A partire dalla stagione 2023, la lega è composta da sei squadre.
La lega è stata fondata il 3 giugno 2015 dalla Federazione cestistica di Panama (FEPABA). Sei club di nuova costituzione presero parte alla stagione inaugurale del campionato. La prima partita si disputò il 2 ottobre 2015 tra gli Águilas de Río Abajo e i Caballos de Coclé. Il 15 dicembre 2015, i Correcaminos de Colón conquistarono il primo titolo nella storia della lega.

## Squadre attuali
| Squadra               | Città       | Arena                     | Capacità | Fondazione | Ingresso lega |
| --------------------- | ----------- | ------------------------- | -------- | ---------- | ------------- |
| Atlético Nacional     | Panama City | Gimnasio de la USMA       | 5.500    | 2015       | 2015          |
| Correcam. Colon       | Colón       | Arena Panamá Al Brown     | 3.000    | 2015       | 2015          |
| Dragones de Don Bosco | Panama City | Gimnasio de la USMA       | 5.500    | 2020       | 2020          |
| CD Panteras           | Panama City | Gimnasio de la USMA       | 5.500    | 2015       | 2015          |
| Scorpions de Union    | Colón       |                           |          | 2023       | 2023          |
| Toros de Chiriquí     | David       | Gimnasio Escolar de David | 2.000    | 2015       | 2015          |

## Albo d'oro
| Stagione | Campione                                         | Finalista                                        | Score                                            |
| -------- | ------------------------------------------------ | ------------------------------------------------ | ------------------------------------------------ |
| 2015     | Correcam. Colon                                  | Toros de Chiriquí                                | 74–71                                            |
| 2016     | Correcam. Colon                                  | Cab. de Coclé                                    | 77–64                                            |
| 2017     | Correcam. Colon                                  | Cab. de Coclé                                    | 71–67                                            |
| 2018     | Universitarios del West                          | Correcam. Colon                                  | 73–64                                            |
| 2019     | Cab. de Coclé                                    | Correcam. Colon                                  | 139–132                                          |
| 2020     | Non disputato a causa della Pandemia da COVID-19 | Non disputato a causa della Pandemia da COVID-19 | Non disputato a causa della Pandemia da COVID-19 |
| 2021     | Correcam. Colon                                  | Dragones de Don Bosco                            | 3–0                                              |
| 2022     | Atlético Nacional                                | Cab. de Coclé                                    | 3–2                                              |
| 2023     | Non disputato                                    | Non disputato                                    | Non disputato                                    |
| 2024     | Correcam. Colon                                  | Toros de Chiriquí                                | 3–1                                              |

### Vittorie per squadra
| Club                    | Titoli | Finali | Edizioni vinte               | Edizioni finale  |
| ----------------------- | ------ | ------ | ---------------------------- | ---------------- |
| Correcam. Colon         | 5      | 1      | 2015, 2016, 2017, 2021, 2024 | 2018             |
| Cab. de Coclé           | 1      | 3      | 2019                         | 2016, 2017, 2022 |
| Universitarios del West | 1      | –      | 2018                         | –                |
| Atlético Nacional       | 1      | –      | 2022                         | –                |
| Toros de Chiriquí       | –      | 2      | –                            | 2015, 2023       |
| Dragones de Don Bosco   | –      | 1      | –                            | 2021             |